# Lidio Benítez
Lidio Benítez Domínguez (Capiatá, Paraguay, 18 de julio de 1978) es un   exfutbolista paraguayo. Jugo de defensa y su último club fue el General Díaz de la división Intermedia  de Paraguay. y su retirada deportiva. fue 2014 actualmente es dt sport pakova de yasy cañy

## Clubes
| Club                                 | País      | Año                             |
| ------------------------------------ | --------- | ------------------------------- |
| 12 de Octubre                        | Paraguay  | 2004                            |
| Sportivo Luqueño                     | Paraguay  | 2004                            |
| Liga Deportiva Universitaria de Loja | Ecuador   | 2005                            |
| Cerro Porteño                        | Paraguay  | 2006                            |
| 2 de Mayo                            | Paraguay  | 2006                            |
| 3 de Febrero                         | Paraguay  | 2007                            |
| Deportivo Táchira                    | Venezuela | 2007 - 2008                     |
| Atlético El Vigía                    | Venezuela | 2009                            |
| Sportivo Iteño                       | Paraguay  | 2009                            |
| Zamora FC                            | Venezuela | 2010                            |
| Real Cartagena                       | Colombia  | 2010                            |
| General Díaz                         | Paraguay  | 2011 - 2014. retirada deportiva |